# Любищицы
Люби́щицы (бел. Любі́шчыцы) — агрогородок находится в Ивацевичском районе Брестской области. Административный центр Яглевичского сельсовета.
Любищицы расположены на юго-западе Беларуси.

## Производство и социальная сфера
Основным предприятием деревни является СПК «Любищицы».
Также деревне работают средняя школа, сельский дом культуры, музыкальная школа, магазин «Евроопт» и «Родный кут».

## Достопримечательности
- Стоянка эпохи неолита (5-3 тыс. до н. э.)[1]
- Церковь св. Анны (1845 или 1857)[2][3]

## Известные люди
В селе родился Герой Социалистического Труда Сергей Прокофьевич Агейчик.